# Derechos de las mujeres en Namibia

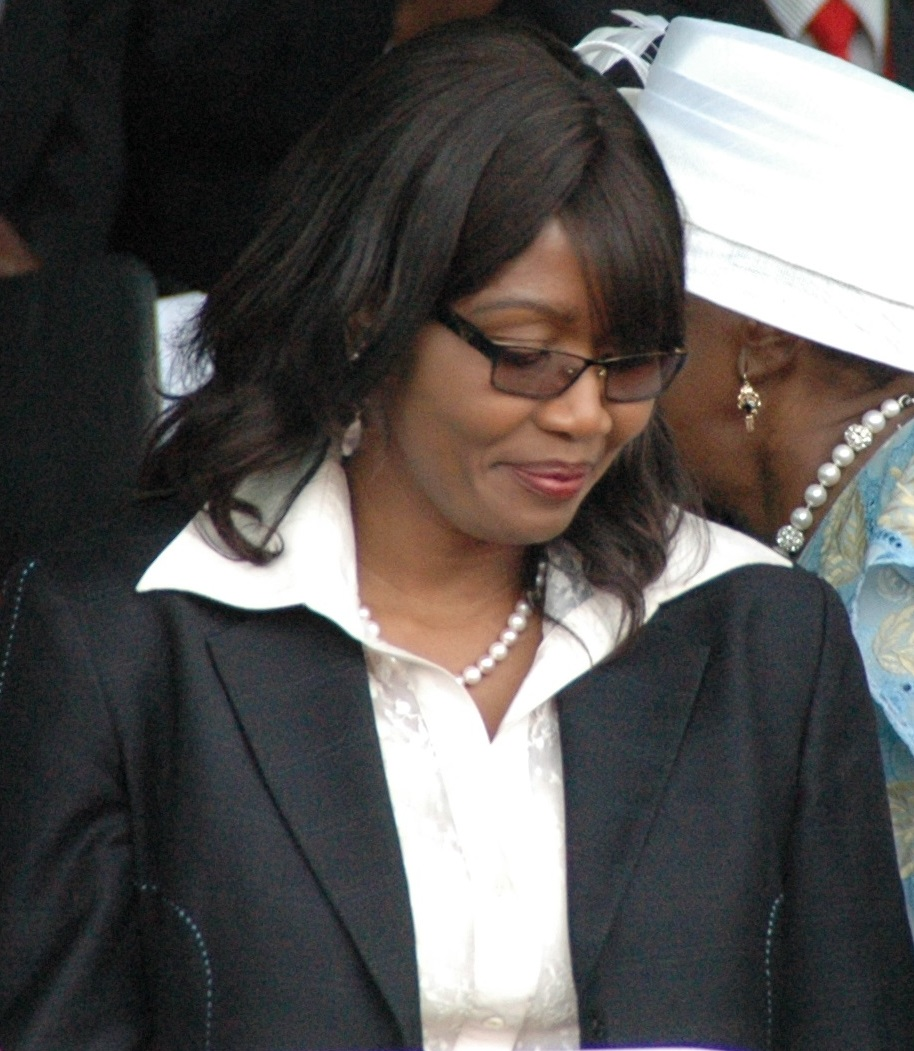
En 2015 por primera vez una mujer, Saara Kuugongelwa, fue nombrada primera ministra de Namibia

Los derechos de las mujeres de Namibia son un referente internacional en avances en la igualdad entre hombres y mujeres, lejos de la situación de otros países del África subsahariana . Sin embargo a pesar de los esfuerzos, la violencia contra las mujeres y el acceso a los servicios de salud y  educación siguen siendo importantes desafíos para el país.  

## Derechos legales y representación parlamentaria
La constitución de 1990 de la nación garantiza a las mujeres igual protección ante la ley y prohíbe la discriminación de género.
Namibia prohibió la violación marital en 2000.
En la última década, Namibia ha aumentado los esfuerzos para lograr mayor representación de las mujeres en el parlamento . En 2014 el partido gubernamental Organización del Pueblo de África del Sudoeste, conocido por sus siglas SWAPO introdujo la paridad comprometiéndose a que las mujeres ocuparan la mitad de sus escaños en el parlamento además de la introducción de lo que denominan "sistema cebra" con el compromiso de que si un varón ocupa la jefatura de gobierno de Namibia tendría una viceministra y viceversa.  En marzo de 2015 se nombró por primera vez a una mujer como primera ministra: Saara Kuugongelwa.
En 2020, tras las elecciones celebradas en noviembre de 2019 la presencia de mujeres en el Parlamento de Namibia es del 43,3 %, ocupando el puesto número 14 del ranking mundial.